# Hans Kirchhoff
Hans Kirchhoff (født 9. oktober 1933, død 23. november 2023) var en dansk historiker, der var lektor i samtidshistorie ved Københavns Universitet i perioden 1967-2004.
Han skrev sin doktordisputats Augustoprøret 1943. Samarbejdspolitikkens fald. Et studie i kollaboration og modstand, I-III i 1979. Hans bog Samarbejde og modstand under besættelsen – En politisk historie fra 2001 er blevet standardværket om den danske besættelsestids overordnede historie. I 2002 fik han H.O. Lange-prisen for bogen. 